# Бенефелде, Ада
Ада Бенефелде (латыш. Ada Benefelde, урождённая Адель Катарина Бенефельд, нем. Adele Catharina Bennefeld, в замужестве Бенефелде-Дзирне, латыш. Dzirne; 6 (18) февраля 1884, Рига — 24 мая 1967, Целле) — латвийская оперная певица (колоратурное сопрано).
Родилась в семье художника, окончила частную школу для девочек. Начала заниматься вокалом в Риге у Габриэлы Мюллер-Лихтенегг, затем в 1904—1907 гг. училась в Берлине в Консерватории Штерна. По окончании консерватории пела на оперных сценах Гейдельберга (1907—1908) и Ахена (1909—1911). В 1910 году впервые выступила на рижской оперной сцене, исполнив партию Анхен в опере К. М. Вебера «Вольный стрелок».
В 1913—1915 гг. солистка Латышской оперы в Риге под руководством Павла Юрьяна. Затем в связи с Первой мировой войной в эвакуации в Российской империи, концертировала во многих городах от Одессы до Архангельска. С 1917 г. снова в Риге, солистка Латвийской национальной оперы с её основания. Первая исполнительница партии Лаймдоты в одной из первых латышских опер «Огонь и ночь» Яниса Медыньша (1921). Среди основных партий на рижской сцене — заглавная партия в «Травиате» Джузеппе Верди, Мими в «Богеме» Джакомо Пуччини, Гретхен в «Фаусте» Шарля Гуно, Тамара в «Демоне» Антона Рубинштейна, Олимпия в «Сказках Гофмана» Жака Оффенбаха и т. д. В 1921 году гастролировала в США, в 1927—1928 гг. в составе передвижной антрепризы выступала в партии Розины («Севильский цирюльник» Джоаккино Россини) во многих городах Латвии.
Выступала также в оперетте и, изредка, как оперный режиссёр (в частности, в 1932 г. поставила в Лиепае «Мадам Баттерфляй» Пуччини). В 1930-е гг. выступала преимущественно как концертная певица. В 1919—1940 гг. преподавала в Латвийской консерватории, с 1930 г. профессор.
В 1941 году покинула Латвию, некоторое время жила в Позене, в первые послевоенные годы руководила латышской оперной труппой в Вюрцбурге.
Командор Ордена Трёх звёзд (1926).